# Niji-Iro Tohgarashi
Niji-Iro Tohgarashi (虹色とうがらし, Niji Iro Tōgarashi, litt. « Les épices couleur arc-en-ciel ») est une série de shōnen manga de Mitsuru Adachi. La série a été prépubliée dans le magazine japonais Shōnen Sunday de l'éditeur Shogakukan puis reliée en tout onze tomes, publiés du mois d'août 1990 au mois de mai 1992.
L'intégralité des tomes a été publiée en français chez Glénat du mois septembre 2003 au mois de juillet 2005.

## Résumé
À la mort de sa mère, Shichimi, jeune pompier, apprend qu'il a 6 demi-frères et sœur, chacun d'une mère différente, vivant ensemble dans une maison longue. Avec eux, il va entreprendre le tour d'un Japon qui n'est pas totalement le nôtre pour visiter les tombes des mères de chacun des enfants. En chemin, différentes péripéties toutes plus burlesques les unes que les autres les attendent...

## Personnages

### Les 7 frères et sœurs
Par ordre d'age :
- Sanshô 3 ans
- Chinpi 10 ans
- Natane (菜種) 13 ans
- Shichimi (七味) 15 ans
- Keshi 18 ans
- Asajirô 20 ans
- Goma (胡麻) 22 ans

## Chapitrage
| Tome 1 : - Les frères de la maison longue « Karakuri » - Petite sœur - L'île où un météore s'est abattu - L'un d'entre nous ne ferait pas partie du groupe ? - Okayo-chan - Ce n'est pas possible - La maison des Etranges du Château d'Edo - Princesse Koto - Insolente !                                                                                                   | Tome 2 : - Où est Natane ? - Le mysterieux groupe de bandits - C'est cet homme là. - Les six gardes du corps - Les cinq cents ryô sont plutôt costauds - Sous le coup de la surprise - Quelle poisse ! - Une invitation au tournoi - Le shôgun pris par surprise - Des retrouvailles guidées par la destinée                                                        |
| Tome 3 : - Le garçon qui apparaît parfois dans mes rêves. - «Les souvenirs de sa mère» - Quelle chance ! - Fermez-la - Nous vous attendions, chef ! - Faites donc voyager vos enfants si vous les aimez - Un arc-en-ciel apparaît après la fin de la pluie pour célébrer le départ en voyage des sept frères - Nos 50 ryôs - Le don du jeu - C'est vraiment pratique         | Tome 4 : - La tombe de la mère de Chinpi - La poudre magique - Les insectes restent des insectes, les plantes restent des plantes - L'heure de dire au revoir au village des lucioles - Le vieillard de la source thermale - Natane, que tu est devenue grandeee - Voici la maison dans laquelle je suis née - Un terrible accident - La tombe de la mère de Natane |
| Tome 5 : - Le hasard fait des choses bien étranges - Par ici et par là - Veuillez prendre la porte ! - Le logement, la nourriture, et 40 ryôs de bonus - Une rencontre attendue pendant un siècle - Le retour du moine Keshi - Tournez vous trois fois et aboyez ! - Je m'occupe de ces deux-là, et toi des quatre autres - Un air de famille - La tombe de la mère de Keshi | Tome 6 : - Le fil du destin - J'ai quinze ans - Entrée interdite à tous les étrangers - Le fils du Kagerô, la plus forte des Kunoichi - La technique secrète Fuuga de jonglage avec des coussinets - C'est quoi ce truc ? - Saru, Shinobi du clan Kaga - Amen - Le bateau va partiiir !! - On a rien eu à faire                                                     |